# Erbauer (Entwurfsmuster)
Der Erbauer (englisch builder) ist ein Entwurfsmuster aus dem Bereich der Softwareentwicklung. Es gehört zur Kategorie der Erzeugungsmuster (englisch creational patterns) und trennt die Konstruktion komplexer Objekte von deren Repräsentationen, wodurch dieselben Konstruktionsprozesse wiederverwendet werden können. Das Muster ist eines der sogenannten GoF-Muster (Gang of Four, siehe Viererbande).

## Verwendung
Der Einsatz des Erbauer-Entwurfsmusters bietet sich an, wenn
- zu einem komplexen Objekt unterschiedliche Repräsentationen existieren sollen,
- die Konstruktion eines komplexen Objekts unabhängig von der Erzeugung der Bestandteile sein soll oder
- der Konstruktionsablauf einen internen Zustand erfordert, der vor einem Klienten verborgen werden soll.

Typische Anwendungen sind z. B. Anwendungsprogramme zur Konvertierung.

## Akteure
Man kann vier Akteure unterscheiden: Direktor, Erbauer, KonkreterErbauer und Produkt. Der Erbauer spezifiziert eine abstrakte Schnittstelle zur Erzeugung der Teile eines komplexen Objektes. Der konkrete Erbauer erzeugt die Teile des komplexen Objekts durch Implementierung der Schnittstelle. Außerdem definiert und verwaltet er die von ihm erzeugte Repräsentation des Produkts. Er bietet auch eine Schnittstelle zum Auslesen des Produkts.
Der Direktor konstruiert ein komplexes Objekt unter Verwendung der Schnittstelle des Erbauers. Der Direktor arbeitet eng mit dem Erbauer zusammen: Er weiß, welche Baureihenfolge der Erbauer verträgt oder benötigt. Der Direktor entkoppelt somit den Konstruktionsablauf vom Klienten. Das Produkt repräsentiert das zu konstruierende komplexe Objekt.

## Vorteile
Die Implementierungen der Konstruktion und der Repräsentationen werden isoliert. Die Erbauer verstecken ihre interne Repräsentation vor dem Direktor. Neue Repräsentationen lassen sich leicht durch neue konkrete Erbauerklassen einfügen. Der Konstruktionsprozess wird an einer dedizierten Stelle (im Direktor) gesteuert; spätere Änderungen – etwa ein Mehrphasen-Konstruktionsprozess statt einer Einphasen-Konstruktion – lassen sich ohne Änderung der Klienten realisieren.

## Nachteile
Es besteht eine enge Kopplung zwischen Produkt, konkretem Erbauer und den am Konstruktionsprozess beteiligten Klassen.

## Variante
Man kann auch das Produkt selber die Erbauer-Schnittstelle implementieren lassen. Dadurch erspart man sich u. U. einige Klassen. Das erzeugte Produkt „schleppt“ die Erbauer-Schnittstelle sein ganzes Leben mit sich herum, sodass auch später von außen Produktteile angebaut werden können.

## Verwendung in der Analyse
Dieses Muster wird in der Software-Analyse wegen der schwierigen Metapher selten verwendet.
Die Variante, bei der ein Objekt selbst Verfahren zur Verfügung stellt, um weitere Teile anzubauen, ist vorteilhaft in Pipeline-artigen Geschäftsprozessen. Der Geschäftsprozess als Direktor weist das Dokument als Erbauer an, neue Teile zu erzeugen und in sich einzuhängen. Beispielsweise kann eine Aktenverwaltung in einzelnen Schritten Vermerke an einen Aktenlauf anhängen.

## Beispiel
Diese C++11 Implementierung basiert auf der vor C++98 Implementierung im Buch Entwurfsmuster.
```
#include
 
<iostream>

enum
 
Richtung
 
{
 
Norden
,
 
Sueden
,
 
Osten
,
 
Westen
 
};

class
 
KartenEintrag
 
{

public
:

    
virtual
 
void
 
betrete
()
 
=
 
0
;

    
virtual
 
~
KartenEintrag
()
 
=
 
default
;

};

class
 
Raum
:
 
public
 
KartenEintrag
 
{

public
:

    
Raum
()
:
 
raumNr
(
0
)
 
{}

    
Raum
(
int
 
n
)
:
 
raumNr
(
n
)
 
{}

    
void
 
setSeite
(
Richtung
 
d
,
 
KartenEintrag
*
 
ms
)
 
{

        
std
::
cout
 
<<
 
"Raum::setSeite "
 
<<
 
d
 
<<
 
' '
 
<<
 
ms
 
<<
 
'\n'
;

    
}

    
virtual
 
void
 
betrete
()
 
{}

    
Raum
(
const
 
Raum
&
)
 
=
 
delete
;
 
// Dreierregel

    
Raum
&
 
operator
=
(
const
 
Raum
&
)
 
=
 
delete
;

private
:

    
int
 
raumNr
;

};

class
 
Wand
:
 
public
 
KartenEintrag
 
{

public
:

    
Wand
()
 
{}

    
virtual
 
void
 
betrete
()
 
{}

};

class
 
Tuer
:
 
public
 
KartenEintrag
 
{

public
:

    
Tuer
(
Raum
*
 
r1
 
=
 
nullptr
,
 
Raum
*
 
r2
 
=
 
nullptr
)
:
 
raum1
(
r1
),
 
raum2
(
r2
)
 
{}

    
virtual
 
void
 
betrete
()
 
{}

    
Tuer
(
const
 
Tuer
&
)
 
=
 
delete
;
 
// Dreierregel

    
Tuer
&
 
operator
=
(
const
 
Tuer
&
)
 
=
 
delete
;

private
:

    
Raum
*
 
raum1
;

    
Raum
*
 
raum2
;

};

class
 
Labyrinth
 
{

public
:

    
void
 
fuegeRaumHinzu
(
Raum
*
 
r
)
 
{

        
std
::
cout
 
<<
 
"Labyrinth::fuegeRaumHinzu "
 
<<
 
r
 
<<
 
'\n'
;

    
}

    
Raum
*
 
raumNr
(
int
)
 
const
 
{

        
return
 
nullptr
;

    
}

};

class
 
LabyrinthErbauer
 
{

public
:

    
virtual
 
~
LabyrinthErbauer
()
 
=
 
default
;

    
virtual
 
void
 
baueLabyrinth
()
 
=
 
0
;

    
virtual
 
void
 
baueRaum
(
int
 
raum
)
 
=
 
0
;

    
virtual
 
void
 
baueTuer
(
int
 
roomFrom
,
 
int
 
roomTo
)
 
=
 
0
;

    
virtual
 
Labyrinth
*
 
getLabyrinth
()
 
{

        
return
 
nullptr
;

    
}

protected
:

    
LabyrinthErbauer
()
 
=
 
default
;

};

// Wenn baueLabyrinth ein Objekt erhält, das ein neues Labyrinth vollständig

// unter Verwendung von Operationen zum Hinzufügen von Räumen, Türen und Wänden

// zum Labyrinth selbst erzeugen kann, dann können Sie Vererbung benutzen,

// um Teile des Labyrinths oder die Art, wie es gebaut wird, zu verändern.

// Dies ist ein Beispiel für das Erbauermuster (119).

class
 
LabyrinthSpiel
 
{

public
:

    
Labyrinth
*
 
baueLabyrinth
(
LabyrinthErbauer
&
 
erbauer
)
 
{

        
erbauer
.
baueLabyrinth
();

        
erbauer
.
baueRaum
(
1
);

        
erbauer
.
baueRaum
(
2
);

        
erbauer
.
baueTuer
(
1
,
 
2
);

        
return
 
erbauer
.
getLabyrinth
();

    
}

    
Labyrinth
*
 
erzeugeComplexLabyrinth
(
LabyrinthErbauer
&
 
erbauer
)
 
{

        
erbauer
.
baueRaum
(
1
);

        
// ...

        
erbauer
.
baueRaum
(
1001
);

        
return
 
erbauer
.
getLabyrinth
();

    
}

};

class
 
StandardLabyrinthErbauer
 
:
 
public
 
LabyrinthErbauer
 
{

public
:

    
StandardLabyrinthErbauer
()
 
:
aktuellesLabyrinth
(
nullptr
)
 
{}

    
virtual
 
void
 
baueLabyrinth
()
 
{

        
aktuellesLabyrinth
 
=
 
new
 
Labyrinth
;

    
}

    
virtual
 
void
 
baueRaum
(
int
 
n
)
 
{

        
if
 
(
!
aktuellesLabyrinth
->
raumNr
(
n
))
 
{

            
Raum
*
 
raum
 
=
 
new
 
Raum
(
n
);

            
aktuellesLabyrinth
->
fuegeRaumHinzu
(
raum
);

            
raum
->
setSeite
(
Norden
,
 
new
 
Wand
);

            
raum
->
setSeite
(
Sueden
,
 
new
 
Wand
);

            
raum
->
setSeite
(
Osten
,
 
new
 
Wand
);

            
raum
->
setSeite
(
Westen
,
 
new
 
Wand
);

        
}

    
}

    
virtual
 
void
 
baueTuer
(
int
 
n1
,
 
int
 
n2
)
 
{

        
Raum
*
 
r1
 
=
 
aktuellesLabyrinth
->
raumNr
(
n1
);

        
Raum
*
 
r2
 
=
 
aktuellesLabyrinth
->
raumNr
(
n2
);

        
Tuer
*
 
d
 
=
 
new
 
Tuer
(
r1
,
 
r2
);

        
r1
->
setSeite
(
gemeinsameWand
(
r1
,
r2
),
 
d
);

        
r2
->
setSeite
(
gemeinsameWand
(
r2
,
r1
),
 
d
);

    
}

    
virtual
 
Labyrinth
*
 
getLabyrinth
()
 
{

        
return
 
aktuellesLabyrinth
;

    
}

    
// Dreierregel

    
StandardLabyrinthErbauer
(
const
 
StandardLabyrinthErbauer
&
)
 
=
 
delete
;

    
StandardLabyrinthErbauer
&
 
operator
=
(
const
 
StandardLabyrinthErbauer
&
)
 
=
 
delete
;

private
:

    
Richtung
 
gemeinsameWand
(
Raum
*
,
 
Raum
*
)
 
{

        
return
 
Norden
;

    
}

    
Labyrinth
*
 
aktuellesLabyrinth
;

};

int
 
main
()
 
{

    
LabyrinthSpiel
 
spiel
;

    
StandardLabyrinthErbauer
 
erbauer
;

    
spiel
.
baueLabyrinth
(
erbauer
);

    
erbauer
.
getLabyrinth
();

}

```

Die Programmausgabe ist ähnlich zu:
```
Labyrinth
::
fuegeRaumHinzu
 
0x23f3ed0

Raum
::
setSeite
 
0
 
0x23f4300

Raum
::
setSeite
 
1
 
0x23f4320

Raum
::
setSeite
 
2
 
0x23f4340

Raum
::
setSeite
 
3
 
0x23f4360

Labyrinth
::
fuegeRaumHinzu
 
0x23f4380

Raum
::
setSeite
 
0
 
0x23f43a0

Raum
::
setSeite
 
1
 
0x23f43c0

Raum
::
setSeite
 
2
 
0x23f43e0

Raum
::
setSeite
 
3
 
0x23f4400

Raum
::
setSeite
 
0
 
0x23f4420

Raum
::
setSeite
 
0
 
0x23f4420

```

Eine Börsensoftware hält Aktienkurse in einer Textdatei in folgendem Format fest: Pro Aktiengesellschaft werden in einer Zeile, durch Leerzeichen getrennt, Wertpapierkennnummer, Name der Aktiengesellschaft, Kurs und gehandelte Stückzahl gespeichert:
```
515100 BASF          36,84  2850400
803200 Commerzbank 6,71  17231300
...
```

Nun soll dieses Format in ein Format wie CSV oder XML umgewandelt werden. Wird im CSV-Format das Semikolon als Trennzeichen benutzt, so soll obige Datei beispielsweise in folgende umgewandelt werden:
```
515100;BASF;36,84;2850400
803200;Commerzbank;6,71;17231300
```

Im XML-Format dagegen könnte das Ergebnis der Umwandlung so aussehen:
```
<Aktienkurse>
        <Aktie>
                <WKN>515100</WKN>
                <Name>BASF</Name>
                <Kurs>36,84</Kurs>
                <Stueckzahl>2850400</Stueckzahl>
        </Aktie>
        <Aktie>
                <WKN>803200</WKN>
                <Name>Commerzbank</Name>
                <Kurs>6,71</Kurs>
                <Stueckzahl>17231300</Stueckzahl>
        </Aktie>
</Aktienkurse>
```

Das folgende C++-Programm zeigt den Einsatz des Erbauer-Musters in einer Applikation zur Datenformat-Umwandlung, die leicht um weitere Ausgabeformate erweiterbar ist. Der Direktor (Klasse KursdatenUmwandler) weiß, wie Daten im Altformat einzulesen und zu parsen sind. Er kennt einen Erbauer, der geparste Teile in sein jeweiliges Format übersetzen kann. Alle konkreten Erbauer sind konkrete Unterklassen der abstrakten Klasse KursdatenBauer. Beispielsweise übersetzt die Klasse XMLKursdatenBauer geparste Zeilen in ein XML-Format.
Der Klient kann dem Direktor den konkreten Erbauer zur Laufzeit mitteilen. So kann das Ausgabeformat zur Laufzeit gewechselt werden.
Um ein neues Ausgabeformat zu unterstützen, muss nur die Klasse KursdatenBauer entsprechend durch eine konkrete Unterklasse implementiert werden, z. B. durch LaTeXKursdatenBauer.
Wichtig ist bei diesem Muster Folgendes: Es sind nicht nur die erzeugten Einzelteile, die Komplexität besitzen (darum kümmern sich die konkreten Erzeuger), sondern auch das zu erzeugende Ganze ist ein komplexes Objekt, um dessen Erzeugung sich der Direktor kümmert. Der Direktor ist also der „Fachmann“ für die Erzeugung des Produktes. Er allein kennt die notwendigen Einzelschritte. Im Beispiel weiß allein er, wie das Altformat zu parsen und daraus das neue Format zusammenzusetzen ist.
```
#include
 
<iostream>

#include
 
<memory>

#include
 
<string>

using
 
std
::
cin
;

using
 
std
::
cout
;

using
 
std
::
endl
;

using
 
std
::
shared_ptr
;

using
 
std
::
string
;

// Abstrakter Erbauer:

class
 
KursdatenBauer
 
{

public
:

    
virtual
 
void
 
KursdatenSchreiben
(
const
 
string
 
&
wkn
,
 
const
 
string
 
&
name
,

                                                                    
const
 
string
 
&
kurs
,

                                                                    
const
 
string
 
&
stueckzahl
)
 
=
 
0
;

    
virtual
 
void
 
SchreibenInitialisieren
()
 
{}

    
virtual
 
void
 
SchreibenBeenden
()
 
{}

};

// Konkreter Erbauer für CSV-Dateien:

class
 
CSVKursdatenBauer
 
:
 
public
 
KursdatenBauer
 
{

    
DatenRepraesentation
 
&
repr_
;

public
:

    
CSVKursdatenBauer
(
DatenRepraesentation
 
&
arepr
)
 
:
 
repr_
(
arepr
)
 
{}

    
// Hier entsteht das Produkt, der Einfachheit halber auf die

    
// Standardausgabe geschrieben. (Es könnte auch in einen Stream

    
// geschrieben werden, der im Konstruktor übergeben wird.)

    
virtual
 
void
 
KursdatenSchreiben
(
const
 
string
 
&
wkn
,
 
const
 
string
 
&
name
,

                                                                    
const
 
string
 
&
kurs
,

                                                                    
const
 
string
 
&
stueckzahl
)
 
{

        
repr_
.
anhaengen
(
wkn
)

                
.
anhaengen
(
";"
)

                
.
anhaengen
(
name
)

                
.
anhaengen
(
";"
)

                
.
anhaengen
(
kurs
)

                
.
anhaengen
(
";"
)

                
.
anhaengen
(
stueckzahl
);

    
}

    
virtual
 
void
 
SchreibenInitialisieren
()
 
{
 
repr_
.
loeschen
();
 
}

};

// konkreter Erbauer für XML-Dateien:

class
 
XMLKursdatenBauer
 
:
 
public
 
KursdatenBauer
 
{

    
DatenRepraesentation
 
&
repr_
;

public
:

    
XMLKursdatenBauer
(
DatenRepraesentation
 
&
arepr
)
 
:
 
repr_
(
arepr
)
 
{}

    
virtual
 
void
 
KursdatenSchreiben
(
const
 
string
 
&
wkn
,
 
const
 
string
 
&
name
,

                                                                    
const
 
string
 
&
kurs
,

                                                                    
const
 
string
 
&
stueckzahl
)
 
{

        
repr_
.
anhaengen
(
"
\t
<Aktie>"
).
anhaengen
(
"
\n
"
);

        
repr_
.
anhaengen
(
"
\t\t
<WKN>"
).
anhaengen
(
wkn
).
anhaengen
(
"</WKN>
\n
"
);

        
repr_
.
anhaengen
(
"
\t\t
<Name>"
).
anhaengen
(
name
).
anhaengen
(
"</Name>
\n
"
);

        
repr_
.
anhaengen
(
"
\t\t
<Kurs>"
).
anhaengen
(
kurs
).
anhaengen
(
"</Kurs>
\n
"
);

        
repr_
.
anhaengen
(
"
\t\t
<Stueckzahl>"
).
anhaengen
(
stueckzahl
).
anhaengen
(
"</Stueckzahl>
\n
"
);

        
repr_
.
anhaengen
(
"
\t
</Aktie>"
).
anhaengen
(
"
\n
"
);

    
}

    
virtual
 
void
 
SchreibenInitialisieren
()
 
{

        
repr_
.
loeschen
();

        
repr_
.
anhaengen
(
"<Aktienkurse>"
).
anhaengen
(
"
\n
"
);

    
}

    
virtual
 
void
 
SchreibenBeenden
()
 
{

        
repr_
.
anhaengen
(
"</Aktienkurse>"
).
anhaengen
(
"
\n
"
);

    
}

};

// Produkt

class
 
DatenRepraesentation
 
{

    
string
 
text
;

public
:

    
DatenRepraesentation
 
&
anhaengen
(
const
 
string
 
&
teil
)
 
{

        
text
 
+=
 
teil
;

        
return
 
(
*
this
);

    
}

    
void
 
ausgeben
()
 
{

        
cout
 
<<
 
text
 
<<
 
endl
;

    
}

    
void
 
loeschen
()
 
{

        
text
.
clear
();

    
}

};

// Direktor:

class
 
KursdatenUmwandler
 
{

    
shared_ptr
<
KursdatenBauer
>
 
_kursdatenBauer
;

public
:

    
void
 
KursdatenBauerSetzen
(
shared_ptr
<
KursdatenBauer
>
 
kb
)
 
{

        
_kursdatenBauer
 
=
 
kb
;

    
}

    
void
 
KursdatenParsenUndSchreiben
()
 
{

        
_kursdatenBauer
->
SchreibenInitialisieren
();

        
// Zeile für Zeile von STDIN lesen und in geeignete Teile zerlegen

        
while
 
(
!
cin
.
eof
())
 
{

            
string
 
wkn
,
 
name
,
 
kurs
,
 
stueckzahl
;

            
// lesen:

            
cin
 
>>
 
wkn
 
>>
 
name
 
>>
 
kurs
 
>>
 
stueckzahl
;

            
if
 
(
wkn
.
empty
())
 
{

                
break
;

            
}

            
// schreiben:

            
_kursdatenBauer
->
KursdatenSchreiben
(
wkn
,
 
name
,
 
kurs
,
 
stueckzahl
);

        
}

        
_kursdatenBauer
->
SchreibenBeenden
();

    
}

};

// Klient:

int
 
main
()
 
{

    
DatenRepraesentation
 
repraesentation
;

    
shared_ptr
<
KursdatenBauer
>
 
csvKursdatenBauer
(
new
 
CSVKursdatenBauer
(
repraesentation
));

    
shared_ptr
<
KursdatenBauer
>
 
xmlKursdatenBauer
(
new
 
XMLKursdatenBauer
(
repraesentation
));

    
KursdatenUmwandler
 
kursdatenUmwandler
;

    
kursdatenUmwandler
.
KursdatenBauerSetzen
(
xmlKursdatenBauer
);

    
// oder

    
// kursdatenUmwandler.KursdatenBauerSetzen(csvKursdatenBauer);

    
kursdatenUmwandler
.
KursdatenParsenUndSchreiben
();

    
// Aktion mit dem Produkt ausführen

    
repraesentation
.
ausgeben
();

}

```

## Verwandte Entwurfsmuster
Die abstrakte Fabrik ähnelt dem Erbauer, weil sie ebenfalls komplexe Objekte erzeugen kann. Dabei steht aber nicht die Struktur im Vordergrund, sondern die Abstraktion vom konkreten Typ der erzeugten Objekte. Der Erbauer erzeugt oft ein Kompositum (Entwurfsmuster). Bei Applikationen zur Konvertierung ist der Direktor – oder sogar der Erbauer – oft ein Besucher oder eventuell ein Interpreter (Entwurfsmuster) der Struktur, die konvertiert werden soll.